# David A. Aaker
David A. Aaker (Fargo, 1938) é um professor estadunidense emérito de marketing da Haas School of Business na Universidade da Califórnia em Berkeley.
Aaker é autor de diversos livros (com traduções para o português) e artigos sobre marcas  e conhecido por ter desenvolvido um modelo de calculação do brand equity.

## Obra
- em inglês (seleção)
  - Managing Brand Equity, 1991, ISBN 978-0029001011
  - Building Strong Brands, 1995, ISBN 978-0029001516
  - Developing Business Strategies, 2001 (6. ed.), ISBN 978-0471064114
  - com Erich Joachimsthaler Brand Leadership: The Next Level of the Brand Revolution, 2000, ISBN 978-0684839240
  - Strategic Market Management, 2007 (8. ed.), ISBN 978-0470056233
  - From Fargo to the World of Brands: My Story So Far, 2005, ISBN 978-1587364945
  - Brand Portfolio Strategy: Creating Relevance, Differentiation, Energy, Leverage, and Clarity, 2004, ISBN 978-0743249386